# Šećerna trska
Šećerna trska (zastarjelo: sladorna trska, lat. Saccharum officinarum) je biljka iz porodice Trava (Poaceae) i unutar nje se svrstava u potporodicu Panicoideae u koju je svrstano još oko 3270 drugih vrsta. Šećerna trska je višegodišnja biljka koja je uglavnom uzgaja u tropskim područjima jer je osjetljiva na mraz. Šećerna trska ima debelu vlaknastu stabljiku promjera do 5 cm, koja je bogata šećerima, a može narasti od 2 do 6 metara. Sve vrste šećerne trske koje se koriste u poljoprivredi su križanci i uglavnom vrlo složeni hibridi. Glavni proizvod koji se dobiva od šećerne trske je saharoza ili bijeli šećer, a uglavnom se nalazi u stabljici šećerne trske. Saharoza ili bijeli šećer se proizvodi u šećeranama i vrlo je važan prehrambeni proizvod. Osim prehrane, šećer se može iskoristiti za dobivanje etanola (ili bioetanola) vrenjem (fermentacija).
Šećerna trska se kao usjev najviše proizvodi u svijetu od svih drugih poljoprivrednih kultura. U 2010. FAO (Organizacija za prehranu i poljoprivredu) je procijenio da se šećerna trska uzgaja na 23,8 milijuna hektara, u više od 90 država svijeta, a godišnje se ubere oko 1,69 milijarde tona širom svijeta. Najveći svjetski proizvođač šećerne trske je Brazil, a iza njega slijede Indija, Kina, Tajland, Pakistan i Meksiko. 80% proizvodnje šećera u svijetu potječe od šećerne trske, a ostatak se uglavnom odnosi na šećernu repu. Šećerna trska se uglavnom uzgaja u tropskim područjima, dok šećerna repa raste u hladnijim krajevima. Osim šećera, od šećerne trske se dobiva melasa, slatki sirup ili falarnum, rum, alkoholno piće cachaça (posebno u Brazilu), bagasa (otpaci u preradi šećerne trske) i etanol (ili bioetanol). U nekim krajevima se od šećerne trske rade olovke, otirači, pregrade za zgrade ili krovovi. Mladi cvjetovi (još nerazvijeni) se jedu sirovi, ali isto pečeni ili kuhani na pari, u nekim dijelovima Indonezije.
Šećerna trska se počela koristiti u Indiji negdje između 6 i 4. stoljeća pr. Kr., a kasnije su je nastavili koristiti Perzijanci i stari Grci („trska koja daje med bez pčela“). Nakon toga arapski trgovci je prodaju kao začin, a sve do 18. stoljeća šećerna trska se uzgajala jedino u Indiji. Od 18. stoljeća šećerna trska se raširila po cijelom svijetu, slično kao i pamuk, uzrokujući ogromne selidbe ljudi koji su obrađivali te nasade, etničko miješanje ljudi, političke sukobe i kulturne promjene, pogotovo na Karibima, Južnoj Americi, te otocima Indijskog i Tihog oceana.

## Opis
Izgledom, šećerna trska podsjeća na bambus ili kukuruz. Stabljika može doseći promjer do 5 cm, a može narasti do visine od 6 metra. Šećerna trska je tropska višegodišnja biljka koja stvara bočne izdanke u korijenu, iz kojeg raste više stabljika, a prosječna visina je od 3 do 4 metra. Stabljika šećerne trske sačinjava oko 75% cijele biljke, a zrela stabljika sadrži 11 – 16% vlakana, 12 – 16% topivih šećera, 2 – 3% nešećera, te 63–73% vode. Šećerna trska je osjetljiva na klimu, vrstu tla, navodnjavanje, gnojiva, kukce, bolesti i na vrijeme berbe. Prosječni urod je od 60 do 70 tona po hektaru godišnje, ali taj prinos se može mijenjati od 30 do 180 tona po hektaru godišnje, ovisno o načinu uzgoja i primijenjenim tehnologijama. Iako poljoprivrednici je uglavnom uzgajaju zbog prodaje, može poslužiti i kao stočna hrana.

## Povijest
Šećerna trska potječe iz južne i jugoistočne Azije. Različite vrste potječu iz različitih krajeva, pa tako Saccharum barberi potječe iz Indije, a Saccharum edule i Saccharum officinarum dolazi iz Nove Gvineje. Zapisi o kristalu šećera se mogu naći i u zapisima starim oko 5 000 godina iz civilizacije Doline Inda (današnji Pakistan i sjeverna Indija). Oko 8. stoljeća arapski trgovci uvode šećernu trsku u područja gdje su vladali Abasidi (južni Mediteran, Mezopotamija, Egipat, sjeverna Afrika i Andaluzija). Tako postoje zapisi iz 10. stoljeća koji govore da nije postojalo selo u Mezopotamiji gdje se nije uzgajala šećerna trska. Nakon otkrića Amerike, to je bila jedna od prvih biljki koje su raširili Španjolci s njihovih polja na Kanarskim otocima, te Portugalci s njihovih polja na Madeiri.
"Kuće s kotlovima" su od 17. do 19. stoljeća pretvarale sirup šećerne trske u sirovi šećer. Te su se kuće nalazile obično uz plantaže zapadnih kolonija. Robovi su zagrijavali kotlove u vrlo teškim radnim uvjetima. Peći su se radile od opeka ili kamenja obrađenog u pravokutni oblik, a imale su otvor na dnu peći za stvaranje vatre i uklanjanje pepela. Na vrhu tih peći se postavljalo do 7 bakrenih kotlića, a svaki sljedeći kotlić bio manji i topliji od prethodnog. Sok šećerne trske se stavljao prvo u najveći kotlić. Sok bi se tako zagrijavao, a vapno bi se dodavalo da bi se uklonile nečistoće. Nakon što bi se pokupila nečistoća s vrha sirupa, sok bi se prelio u sljedeći manji kotlić. Tako bi u zadnjem najmanjem kotliću nastao sirup šećerne trske. Nakon toga se sirup hladio, a na površini ljepljive kore melase, stvarali su se kristali šećera. Kristali šećera bi se pokupili u drvene bačve, gdje bi kasnije došlo do otvrdnjavanja šećera u skladištu.
Šećerna trska se i danas dosta uzgaja na Karibima. Kristofor Kolumbo je šećernu trsku donio na svom drugom putovanju na otok Hispaniola (danas Haiti i Dominikanska Republika). Kasnije su uzgoj preuzeli robovi koji su dovedeni iz Afrike. Šećer (obično u obliku melase) se kasnije prevozio u Europu ili Novu Englesku, gdje se obično prerađivao u rum. Zarada od prodaje ruma se dalje koristila za kupovinu novih robova u zapadnoj Africi, koji bi se prevozili na Karibe i tako se stvarao "trgovački trokut". Dobru zaradu od šećerne trske su shvatili i Francuzi, pa su dio Kanade mijenjali za Gvadalupu, Martinik i Svetu Luciju na kraju Sedmogodišnjeg rata. Slično su Nizozemci na kraju Sedmogodišnjeg rata preuzeli Surinam (bivša Nizozemska Gvajana) umjesto borbe za Novu Nizozemsku (New York). Kuba je u 20. stoljeću prodavala šećernu trsku u Sovjetski Savez, od kojeg su dobivali materijalnu pomoć i sigurno tržište. Nakon 1991. i raspada Sovjetskog Saveza, Kuba je zatvorila veći dio svoje industrije šećera. Šećerna trska je i danas ostala vrlo važna grana gospodarstva u Gvajani, Belizeu, Barbadosu, Haitiju, Dominikanskoj Republici, Guadeloupeu i Jamajki.

### Plantaže šećerne trske u 19. stoljeću
Slično kao i pamuk, nasadi šećerne trske su doveli do razvoja robovlasništva i preseljenja velikog broja ljudi u 19. stoljeću i početkom 20. stoljeća. Nakon što je ukinuto ropstvo 1833. u Ujedinjenom Kraljevstvu, oslobođeni robovi su napustili svoje bivše vlasnike. To je dovelo do rasula na plantažama šećerne trske. Teški rad i vlažni uvjeti rada su zahtijevali redovnu, poslušnu i slabo plaćenu radnu snagu. Zato su bivši robovlasnici tražili ponovno jeftinu radnu snagu. Pronašli su je u Indiji i Kini.
Britanci su stvorili novi legalni sustav, koji je u stvari dosta sličio na nekadašnje ropstvo. Umjesto da su ih zvali robovi, zvali su ih "dužnička radna snaga". Prvi brod s dužničkom radnom snagom napustio je Indiju 1836. Slično kao i robove iz Afrike, Indijce i Kineze se tretiralo vrlo nehumano. Nisu smjeli napuštati svoje plantaže i plaće su im bile gotovo bezvrijedne. Bilo kakvo kršenje ugovora bilo je strogo kažnjavano i često su završavali u zatvoru. Tako se dogodilo da je velik broj Indijaca i Kineza raseljen na mnogo mjesta po čitavom svijetu. Neki otoci i naselja imaju od 10 do 50% Indijaca i Kineza, kao na primjer: Fidži, Natal,(KwaZulu-Natal je provincija u Južnoafričkoj Republici), Mianmar (nekad Burma), Šri Lanka (nekad Cejlon), Malezija, Britanska Gvajana, Jamajka, Trinidad i Tobago, Martinik, Francuska Gvajana, Gvadalupa, Grenada, Sveta Lucija, Sveti Vincent, Sveti Kristofor i Nevis, Saint Croix, Mauricijus.

## Uzgoj šećerne trske
Plantaže šećerne trske se nalaze uglavnom u tropskim područjima, a rijetko u umjerenom pojasu, ali jedino gdje nema mraza. Zahtijevaju najmanje 600 litara kiše godišnje po četvornom metru. Šećerna trska ima jednu od najuspješnijih fotosinteza u biljnom svijetu. Tako u nekim državama može dati i do 15 kilograma šećerne trske po četvornom metru. Za uzgoj je potrebno dosta vode, i to od 6 do 7 mjeseci, bilo s kišom ili navodnjavanjem. Šećerna trska se može naći i na nadmorskim visinama od 1 600 metara, ali samo u blizini ekvatora (Kolumbija, Ekvador i Peru). Šećerna trska može rasti na mnogim različitim vrstima tla.
Iako šećerna trska stvara i sjemenke, uobičajeno je za proizvodnju šećera rezati stabljike. Svaka odrezana stabljika mora imati barem jedan pupoljak i rezanje se često i danas radi ručno (oko 50% u svijetu). Samo najrazvijenije države kao SAD i Australija obavljaju sadnju strojno. Branje šećerne trske svake sljedeće godine daje sve manji urod, tako da je uobičajeno da jedna sadnja daje od 2 do 10 berbi. U najrazvijenijim tehnologijama kao u SAD berba se vrši 2 do 3 puta, dok u nekim tradicionalnim krajevima, kao što je francuski otok Réunion, bere se i do 10 puta prije nove sadnje. Kod ručnog branja prvo se zapali vatra, koja osuši listove i ubije opasne otrovne zmije, bez oštećivanja stabljike i korijena. Zatim radnici rezu šećernu trsku malo iznad zemlje s noževima za šećernu trsku ili s mačetama. Vješti radnik može porezati i do 500 kilograma šećerne trske na sat. Za mehaničko branje šećerna trska koristi se kombajn ili posebni stroj za branje šećerne trske, koji mogu porezati i do 100 tona na sat. Rezanje šećerne trske se treba brzo obaviti jer nakon rezanja stabljika počinje gubiti svoj sadržaj šećera, pa zato mehaničko branje ima svoje velike prednosti, a ne treba ni paliti vatru prije branja.

## Proizvodnja šećera od šećerne trske
Proizvodnja šećera od šećerne trske služi za dobivanje saharoze (šećera iz šećerne trske). Ostali proizvodi su melasa, bagasa i filter-kolač. Bagasa ili zaostala suha vlakna šećerne trske (biomasa šećerne trske) se mogu iskoristiti na više načina: za dobivanje vodene pare ili se koristi kod peći za sušenje, za proizvodnju papira, za zagrtanje biljaka, kao sirovina za neke kemikalije. Suhi filter-kolač se koristi kao stočna hrana, kao gnojivo ili za dobivanje voska od šećerne trske. Melasa se dobiva u dva oblika: suha melasa koja nije jestiva i sirup, koji je jestiv. Suha melasa se koristi kao dodatak prehrani stoke, ali se može koristiti i za dobivanje etanola, kvasca, limunske kiseline i ruma. Sirup od melase se često miješa s javorovim sirupom ili sirupom od kukuruza.
Tradicionalno proizvodnja šećera od šećerne trske zahtijeva dva koraka. Prvi korak je u mlinovima za šećernu trsku gdje se dobiva šećer od svježe šećerne trske (ponekad se i bijeli da bi se dobio bijeli šećer za lokalnu upotrebu). Drugi korak se obavlja u rafinerijama (u Sjevernoj Americi, Europi i Japanu), gdje se dobiva čisti bijeli šećer koji sadrži oko 99% saharoze. Noviji trend je da se uz mlinove obavlja i rafinacija šećera.

### Šećerane ili rafinerije šećera
Šećerane ili rafinerije šećera dalje pročišćavaju sirovi šećer. Sirovi šećer se miješa s gustim sirupom i zatim centrifugira da bi se odvojio vanjski dio kristala šećera, koji je manje čist od unutarnjeg dijela. Zatim se preostali šećer otapa da bi se dobio sirup koji ima 60% krute tvari (težinski). Otopina šećera se dalje pročišćava dodavanjem kalcijevog hidroksida (vapneno mlijeko Ca(OH)2) i fosforne kiseline (H3PO4), koji zajedno dovode do izdvajanja kalcijevog fosfata. Čestice kalcijevog fosfata prihvaćaju još neke nečistoće, plutaju na vrhu spremnika gdje se mogu odstraniti. Osim fosfatacije postoji i drugi način (karbonatacija), vrlo sličan postupak koji koristi ugljikov dioksid CO2 i kalcijev hidroksid, koji stvara kalcijev karbonat za uklanjanje.
Nakon filtriranja preostalih krutih čestica, čisti sirup se propušta kroz aktivni ugljen da bi izgubio bilo kakvu boju (ugljik upija preostale nečistoće koje bojaju sirup). Čistom sirupu se dalje povećava koncentracija da bi se iz prezasićene otopine u vakuumu izdvojio bijeli rafinirani šećer. Kristali šećera se izdvajaju od melase centrifugiranjem. Od preostalog šećera koji se nije izdvojio centrifugiranjem naknadno se dobiva smeđi šećer. Kada se iz melase ne može više izdvojiti šećer, dobiva se završna melasa koja ima od 20 do 30% saharoze, te 15 do 25% glukoze i saharoze. Bijeli rafinirani šećer se nakon toga suši, prvo u rotacionim sušilicama, a zatim se puše hladni zrak iznad njega nekoliko dana.

## Proizvodnja šećerne trske u svijetu
| 10 najvećih proizvođača šećerne trske u svijetu — 2009. | 10 najvećih proizvođača šećerne trske u svijetu — 2009. | 10 najvećih proizvođača šećerne trske u svijetu — 2009. |
| --- | ------------------------------------------------------- | ------------------------------------------------------- |
| Država | Proizvodnja (tona)                                      | Bilješke                                                |
| Brazil | 672 157 000                                             |                                                         |
| Indija | 285 029 000                                             |                                                         |
| Kina | 116 251 272                                             |                                                         |
| Tajland | 66 816 400                                              |                                                         |
| Pakistan | 50 045 400                                              |                                                         |
| Meksiko | 49 492 700                                              |                                                         |
| Kolumbija | 38 500 000                                              | F                                                       |
| Filipini | 32 500 000                                              | F                                                       |
| Australija | 30 284 000                                              |                                                         |
| Argentina | 29 000 000                                              | F                                                       |
| Svijet | 1 743 068 525                                           | F,A                                                     |
| P = službene brojke, F = FAO procjena, * = neslužbene i poluslužbene brojke, C = izračunate brojke A = ukupno (uključuje službene, neslužbene i poluslužbene brojke); Izvor: Food And Agricultural Organization of United Nations: Economic And Social Department: The Statistical Division Arhivirana inačica izvorne stranice od 19. lipnja 2012. (Wayback Machine) |                                                         |                                                         |

Brazil je vodeći proizvodač šećerne trske u svijetu s berbom od 719 157 000 tona u 2010. Indija je drugi proizvodač s 277 750 000 tona, dok je Kina treća s 111 454 000 tona. Prosječni urod u 2010. je 70,7 tona po hektaru. Najproduktivniji proizvodači su u Peruu gdje je prosjek 125,5 tona po hektaru. Brazil je osim najveće svjetske proizvodnje šećera poznat i po tome da je najveći svjetski proizvodač bioetanola iz šećerne trske.